# Typographie cinétique

Typographie cinétique chinoise de 2020

La typographie cinétique (de l’anglais kinetic typography) est une technique d'animation graphique (ou plus largement de cinéma d’animation) alliant mouvement et texte dans le cinéma ou la vidéo. Ses applications les plus fréquentes sont les génériques, le web design et les clips musicaux.
Les logiciels utilisés le plus souvent sont Adobe Flash, Adobe After Effects et Motion.